# ماك بوك (2006–2012)
تتناول هذه المقالة كمبيوتر ابل الدفتري المسمى بـ «ماك بوك» (بالإنجليزية: MACBOOK)‏ والذي تم بيعه حتى فبراير 2012، وينتمي لعائلة أجهزة الكمبيوتر الدفترية التي صممتها أبل والتي تم إصدارها لأول مرة في عام 2006، انظر ماك بوك.
ماك بوك هو من أحد منتجات أبل لأجهزة الكمبيوتر المحمولة التي تصمم وتصنع وتباع من قبل شركة أبل في الفترة من مايو 2006 حتى فبراير 2012. خط إنتاج جديد من أجهزة الكمبيوتر من قبل نفس الاسم صدر في عام 2015، التي تخدم نفس الغرض وهو كمبيوتر محمول للمبتدئين. لقد حلت محل سلسلة إي بوك وسلسلة أجهزة الكمبيوتر المحمولة باور بوك مقاس 12 بوصة كجزء من انتقال أبل من باور بي سي إلى معالجات إنتل. تم وضع ماك بوك كطرف منخفض من عائلة ماك بوك، أدنى من جهاز ماك بوك إير المحمول فائق الجودة وماك بوك برو القوي، كان ماك بوك موجهًا إلى أسواق المستهلكين والتعليم. كان جهاز ماكنتوش الأكثر مبيعًا على الإطلاق. لمدة خمسة أشهر في عام 2008، كان الكمبيوتر المحمول الأكثر مبيعًا من أي علامة تجارية في متاجر البيع بالتجزئة في الولايات المتحدة. بشكل جماعي، تعد علامة ماك بوك التجارية «الخط الأكثر مبيعًا في العالم لأجهزة الكمبيوتر المحمولة المتميزة.»
كانت هناك أربعة تصميمات منفصلة لجهاز ماك بوك. استخدم النموذج الأصلي مزيج من البولي والألياف الزجاجية الغلاف الذي كان على غرار إي بووك جي فور. تم تقديم النوع الثاني في أكتوبر 2008 إلى جانب جهاز ماك بوك برو مقاس 15 بوصة؛ شارك جهاز ماك بوك غلاف الألمنيوم الأحادي للكمبيوتر المحمول الأكثر تكلفة، لكنه أغفل جي فور. التصميم الثالث، الذي تم تقديمه في أواخر عام 2009، كان به غلاف من البولي كربونات.
في 20 يوليو 2011، تم إيقاف بيع ماك بوك لشراء للمستهلك حيث تم استبداله فعليًا بواسطة ماك بوك إير، واستمرت شركة أبل في بيع ماك بوك للمؤسسات التعليمية حتى فبراير 2012.

## الجيل الأول: بولي كربونات
ماك بوك، متوفرة في ألوان سوداء أو بيضاء، أفرج عنه في 28 يونيو 2006، واستخدمت إنتل كور ديو المعالج و 945GM شرائح، مع إنتل GMA 950 الرسومات المتكاملة على 667 ميغاهيرتز. انتقلت المراجعات اللاحقة لجهاز ماك إلى معالج إنتل كور 2 ومجموعة شرائح GM965، مع رسومات إنتل جي إم ايه X3100 المدمجة على ناقل نظام 800 ميجاهرتز. توقفت مبيعات ماك بوك الأسود المصنوع من البولي كربونات في أكتوبر 2008، بعد طرح جهاز ماك بوك المصنوع من الألومنيوم.

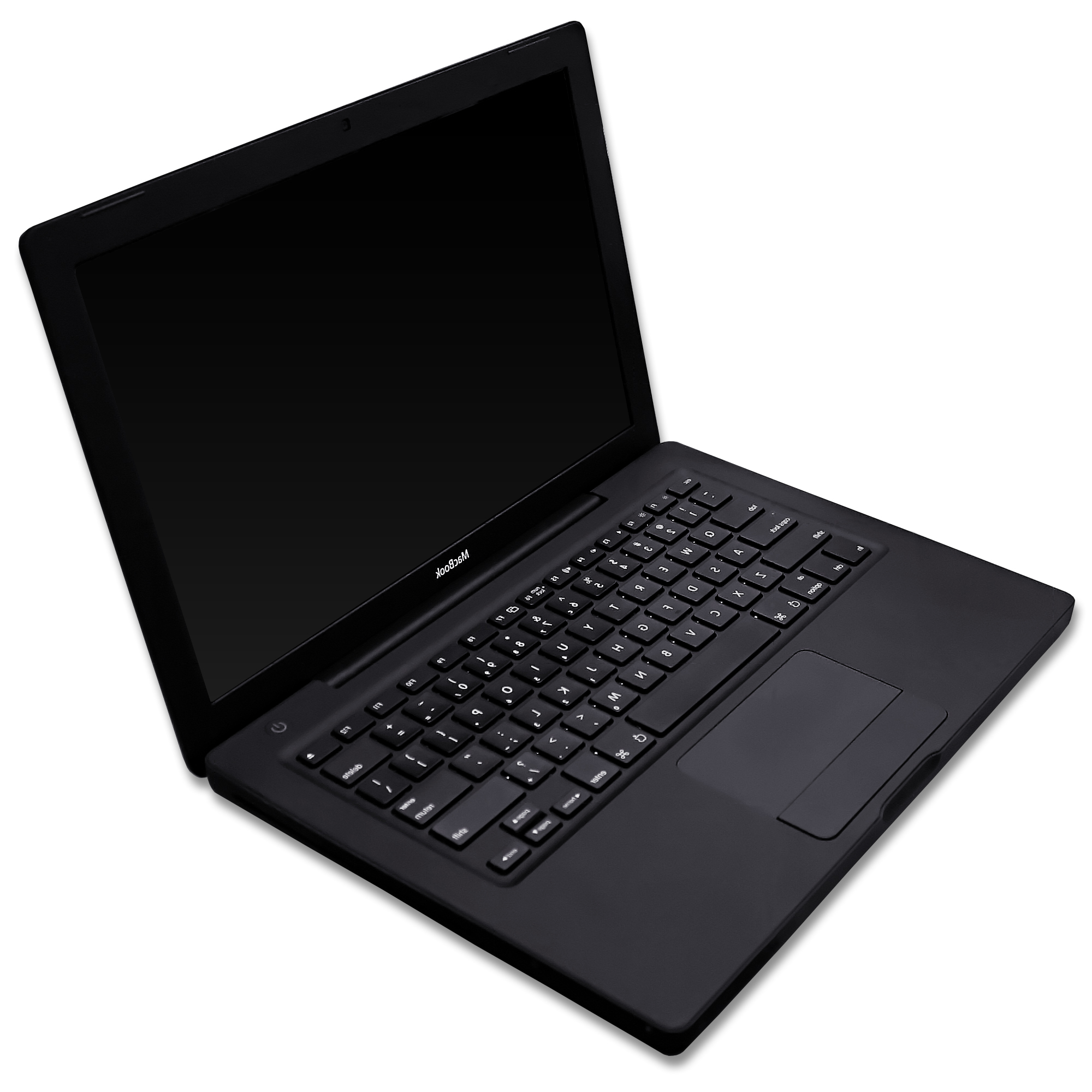
الجيل الأول من ماك بوك 2006 الأسود المصنوع من البولي كربونات

في حين أن جهاز ماك بوك أرق من سابقه - إي بوك جي فور - إلا أنه أعرض من طراز 12 بوصة نظرًا لشاشته العريضة. بالإضافة إلى ذلك، كان ماك واحدًا من أوائل (أول جهاز ماك بوك برو) الذي اعتمد موصل الطاقة ماجسيف من أبل واستبدل منفذ عرض ميني في جي ايه الخاص بـ إي بوك بمنفذ عرض ميني دي في أي. تم استبد الشريحة الرسومات المنفصلة الخاصة بـ إي بوك في البداية بحل متكامل من إنتل جي إم ايه، على الرغم من ترقية أحدث إصدارات ماك بوك باستخدام جيفورس 9400M الأكثر قوة.

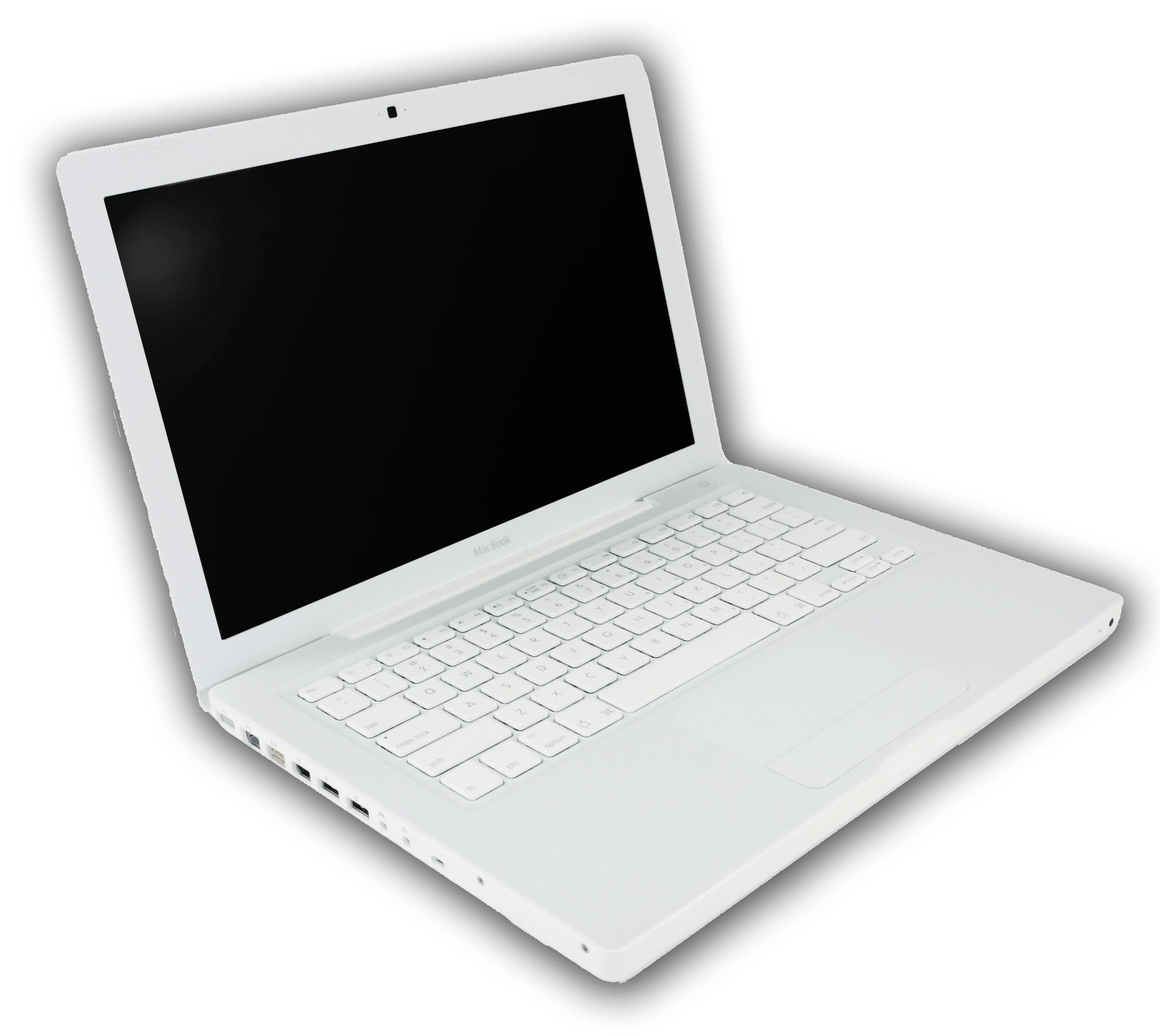
الجيل الأول من ماك بوك الابيض 2006 المصنوع من البولي كربونات

في حين أن ماك بوك برو يتبع إلى حد كبير معيار التصميم الصناعي الذي حدده بور بوك جي فور، كان ماك بوك أول كمبيوتر محمول من أبل يستخدم ميزات قياسية في أجهزة الكمبيوتر المحمولة في هذا الوقت - الشاشة اللامعة وتصميم لوحة المفاتيح الغارقة والمزلاج المغناطيسي غير الميكانيكي. مع مراجعة أواخر عام 2007، تلقت لوحة المفاتيح العديد من التغييرات لتعكس عن كثب تلك التي تم شحنها مع أي ماك، عن طريق إضافة نفس الاختصار للوحة المفاتيح للتحكم في الوسائط المتعددة، وإزالة لوحة المفاتيح الرقمية المضمنة وشعار أبل من مفاتيح الأوامر.

### المنافذ
جميع المنافذ على الحافة اليسرى؛ في الطرز القديمة، من اليسار إلى اليمين، موصل الطاقة ماجسيف، وجيجابت إيثرنت، وميني دي في أي، وفاير واير 400، ومنفذا يو إس بي 2.0، ومدخل الصوت، ومخرج الصوت، وفتحة أمان كينسينجتون.
بالنسبة لجهاز ماك بوك من البولي كربونات أحادي الجسم (2009)، فإن المنافذ من اليسار إلى اليمين هي موصل الطاقة ماجسيف وجيجابت إيثرنت وميني ديسبلايبورت ومنفذي يو إس بي 2.0 ومخرج الصوت وفتحة أمان كينسينجتون.
يوجد في المقدمة مصباح طاقة وجهاز استقبال الأشعة تحت الحمراء، بينما يوجد على الحافة اليمنى محرك الأقراص الضوئية فقط.

### الصيانة وتحديث المكونات
يعد ماك بوك المصنوع من البولي كربونات أسهل للمستخدمين لإصلاحه أو ترقيته من سابقه. عندما يتطلب إي بوك تفكيكًا كبيرًا للوصول إلى المكونات الداخلية مثل محرك الأقراص الثابتة، يحتاج المستخدمون فقط إلى إزالة البطارية وباب ذاكرة الوصول العشوائي لاستبدال محرك ماك بوك. توفر أبل أدلة إرشادية للقيام بهذه المهام بنفسك.

### مشاكل الجودة
عانت بعض طرز ماك بوك المصنوعة من البولي كربونات من الإغلاق العشوائي؛ وقدمت أبل تحديثًا للبرامج الثابتة لحلها.

### مواصفات الإصدارات
استخدمت أبل رمز A1181، المطبوع على العلبة، لهذه المجموعة من الطرز، على الرغم من أنه يمكن حساب 17 اختلافًا إذا تم تضمين اللون.
| إصدارات عائلة ماك بوك A1181                    | إصدارات عائلة ماك بوك A1181                                                                                      | إصدارات عائلة ماك بوك A1181 | إصدارات عائلة ماك بوك A1181                                                                                            | إصدارات عائلة ماك بوك A1181 | إصدارات عائلة ماك بوك A1181 | إصدارات عائلة ماك بوك A1181                                                                                             | إصدارات عائلة ماك بوك A1181 | إصدارات عائلة ماك بوك A1181                                                                                       |                                                                                    |
| نموذج                                          | أوائل عام 2006                                                                                                   | أواخر عام 2006 | منتصف عام 2007 | أواخر عام 2007 (سانتا روزا) | أوائل 2008 | أواخر عام 2008 (أبيض)                                                                                                   | أوائل 2009 (أبيض) | منتصف عام 2009 (أبيض)                                                                                             |                                                                                    |
| مكون                                           | إنتل كور ديو | إنتل كور 2 ديو | إنتل كور 2 ديو | إنتل كور 2 ديو | إنتل كور 2 ديو | إنتل كور 2 ديو | إنتل كور 2 ديو | إنتل كور 2 ديو |                                                                                    |
| ---------------------------------------------- | --- | --- | --- | --- | --- | --- | --- | --- | ---------------------------------------------------------------------------------- |
| تاريخ النشر                                    | 16 مايو 2006 | 8 نوفمبر 2006 | 15 مايو 2007 | 1 نوفمبر 2007 | 26 فبراير 2008 | 14 أكتوبر 2008 | 21 يناير 2009 | 27 مايو 2009 |                                                                                    |
| أرقام الطراز                                   | MA254 * / A MA255 * / A MA472 * / A.                                                                             | MA699 * / A MA700 * / A MA701 * / A | MB061 * / A MB062 * / A MB063 * / A                                                                                    | MB061 * / B MB062 * / B MB063 * / ب | MB402 * / A MB403 * / A MB404 * / A | MB402 * / ب | MB881 * / أ | MC240 * / أ |                                                                                    |
| معرّف الطراز                                    | ماك بوك 1,1 | ماك بوك 2,1 | ماك بوك 2,1 | ماك بوك 3,1 | ماك بوك 4,1 | ماك بوك 4,2 | ماك بوك 5,2 | ماك بوك 5,2 |                                                                                    |
| عرض                                            | شاشة LCD عريضة لامعة مقاس 13.3 بوصة، دقة 1280 × 800 بكسل (WXGA، 16:10 = نسبة العرض إلى الارتفاع 8: 5)            | شاشة LCD عريضة لامعة مقاس 13.3 بوصة، دقة 1280 × 800 بكسل (WXGA، 16:10 = نسبة العرض إلى الارتفاع 8: 5)                                                  | شاشة LCD عريضة لامعة مقاس 13.3 بوصة، دقة 1280 × 800 بكسل (WXGA، 16:10 = نسبة العرض إلى الارتفاع 8: 5)                  | شاشة LCD عريضة لامعة مقاس 13.3 بوصة، دقة 1280 × 800 بكسل (WXGA، 16:10 = نسبة العرض إلى الارتفاع 8: 5)                                                | شاشة LCD عريضة لامعة مقاس 13.3 بوصة، دقة 1280 × 800 بكسل (WXGA، 16:10 = نسبة العرض إلى الارتفاع 8: 5)                                                | شاشة LCD عريضة لامعة مقاس 13.3 بوصة، دقة 1280 × 800 بكسل (WXGA، 16:10 = نسبة العرض إلى الارتفاع 8: 5)                   | شاشة LCD عريضة لامعة مقاس 13.3 بوصة، دقة 1280 × 800 بكسل (WXGA، 16:10 = نسبة العرض إلى الارتفاع 8: 5)                                    | شاشة LCD عريضة لامعة مقاس 13.3 بوصة، دقة 1280 × 800 بكسل (WXGA، 16:10 = نسبة العرض إلى الارتفاع 8: 5)             |                                                                                    |
| الجانب الامامي للحافلة                         | 667 ميغا هيرتز                                                                                                   | 667 ميغا هيرتز | 667 ميغا هيرتز | 800 ميغا هيرتز | 800 ميغا هيرتز | 800 ميغا هيرتز | 1066 ميغا هيرتز | 1066 ميغا هيرتز                                                                                                   |                                                                                    |
| المعالج                                        | 1.83 جيجاهرتز أو 2.0 جيجاهرتز Intel Core Duo (T2400 / T2500)                                                     | 1.83 جيجاهرتز أو 2.0 جيجاهرتز Intel Core 2 Duo (T5600 / T7200)                                                                                         | 2.0 جيجاهرتز أو 2.16 جيجاهرتز Intel Core 2 Duo (T7200 / T7400)                                                         | 2.0 جيجاهرتز أو 2.2 جيجاهرتز Intel Core 2 Duo (T7300 / T7500)                                                                                        | 2.1 جيجاهرتز أو 2.4 جيجاهرتز Intel Core 2 Duo (T8100 / T8300)                                                                                        | 2.1 جيجاهرتز Intel Core 2 Duo (T8100)                                                                                   | 2.0 جيجاهرتز Intel Core 2 Duo (P7350) | 2.13 جيجاهرتز Intel Core 2 Duo (P7450)                                                                            |                                                                                    |
| الذاكرة فتحتان للذاكرة DDR2 SDRAM              | 512 ميجابايت (اثنان 256 ميجابايت) 667 ميجاهرتز PC2-5300 قابلة للتوسيع حتى 2 جيجابايت                             | 512 ميجابايت (اثنان 256 ميجابايت) أو 1 جيجابايت (اثنان 512 ميجابايت) 667 ميجاهرتز PC2-5300 قابلة للتوسيع إلى 4 جيجابايت (3 جيجابايت قابلة للاستخدام) 5 | 1 جيجا بايت (اثنان 512 ميجا بايت) 667 ميجا هرتز PC2-5300 قابلة للتوسيع حتى 4 جيجا بايت (3 جيجا بايت قابلة للاستخدام) 5 | 1 جيجا بايت (اثنان 512 ميجا بايت) أو 2 جيجا بايت (اثنان 1 جيجا بايت) 667 ميجا هرتز PC2-5300 قابلة للتوسيع حتى 6 جيجا بايت (4 جيجا بايت تدعمها Apple) | 1 جيجا بايت (اثنان 512 ميجا بايت) أو 2 جيجا بايت (اثنان 1 جيجا بايت) 667 ميجا هرتز PC2-5300 قابلة للتوسيع حتى 6 جيجا بايت (4 جيجا بايت تدعمها Apple) | 1 جيجا بايت (2 512 ميجا بايت) 667 ميجا هرتز PC2-5300 قابلة للتوسيع حتى 6 جيجا بايت (4 جيجا بايت تدعمها Apple)           | 2 جيجا بايت (اثنان 1 جيجا بايت) 667 ميجا هرتز PC2-5300 قابلة للتوسيع حتى 8 جيجا بايت 800 ميجا هرتز PC2-6400 (4 جيجا بايت تدعمها Apple) 6 | 2 جيجا بايت (اثنان 1 جيجا بايت) 800 ميجا هرتز PC2-6400 قابلة للتوسيع حتى 8 جيجا بايت (4 جيجا بايت تدعمها Apple) 6 |                                                                                    |
| الرسومات المشتركة مع ذاكرة النظام              | Intel GMA 950 باستخدام ذاكرة وصول عشوائي بسعة 64 ميجا بايت (تصل إلى 224 ميجا بايت في Windows من خلال Boot Camp). | Intel GMA 950 باستخدام ذاكرة وصول عشوائي بسعة 64 ميجا بايت (تصل إلى 224 ميجا بايت في Windows من خلال Boot Camp).                                       | Intel GMA 950 باستخدام ذاكرة وصول عشوائي بسعة 64 ميجا بايت (تصل إلى 224 ميجا بايت في Windows من خلال Boot Camp).       | Intel GMA X3100 باستخدام ذاكرة وصول عشوائي (RAM) سعة 144 ميجابايت (تتوفر حتى 384 ميجابايت في Windows من خلال Boot Camp)                              | Intel GMA X3100 باستخدام ذاكرة وصول عشوائي (RAM) سعة 144 ميجابايت (تتوفر حتى 384 ميجابايت في Windows من خلال Boot Camp)                              | Intel GMA X3100 باستخدام ذاكرة وصول عشوائي (RAM) سعة 144 ميجابايت (تتوفر حتى 384 ميجابايت في Windows من خلال Boot Camp) | Nvidia GeForce 9400M باستخدام 256 ميجابايت من ذاكرة الوصول العشوائي                                                                      | Nvidia GeForce 9400M باستخدام 256 ميجابايت من ذاكرة الوصول العشوائي                                               |                                                                                    |
| القرص الصلب 2                                  | 60 جيجا بايت أو 80 جيجا بايت اختياري 100 جيجا بايت أو 120 جيجا بايت                                              | 60 جيجا بايت، 80 جيجا بايت أو 120 جيجا بايت اختياري 160 جيجا بايت أو 200 جيجا بايت، 4200 لفة في الدقيقة                                                | 80 جيجا بايت، 120 جيجا بايت أو 160 جيجا بايت اختياري 200 جيجا بايت، 4200 لفة في الدقيقة                                | 80 جيجا بايت أو 120 جيجا بايت أو 160 جيجا بايت اختياري 250 جيجا بايت                                                                                 | 120 جيجا، 160 جيجا، 250 جيجا | 120 جيجا اختياري 160 جيجا أو 250 جيجا                                                                                   | 120 جيجا بايت اختياري 160 جيجا بايت أو 250 جيجا بايت أو 320 جيجا بايت                                                                    | 160 غيغابايت اختياري 250 غيغابايت أو 320 غيغابايت أو 500 غيغابايت                                                 |                                                                                    |
| القرص الصلب 2                                  | المسلسل ATA 5400-rpm ما لم يحدد                                                                                  | | | | | | | |                                                                                    |
| محرك Combo 3 طراز أساسي فقط                    | قراءة 8 × DVD و 24 × CD-R و 10 × تسجيل CD-RW                                                                     | قراءة 8 × DVD، 24 × CD-R و 16 × تسجيل CD-RW | قراءة 8 × DVD، 24 × CD-R و 16 × تسجيل CD-RW                                                                            | قراءة 8 × DVD، 24 × CD-R و 16 × تسجيل CD-RW | قراءة 8 × DVD، 24 × CD-R و 16 × تسجيل CD-RW | غير متاح | غير متاح | غير متاح |                                                                                    |
| محرك SuperDrive 3 داخلي يتم تحميله عبر الفتحات | يقرأ 8 × قرص مزدوج الطبقة. 4 × تسجيل DVD ± R & RW. تسجيل 24 × CD-R و 10 × CD-RW                                  | 2.4 × DVD + R DL يكتب، 6 × DVD ± R قراءة، 4 × DVD ± RW يكتب، 24 × CD-R، و 10 × CD-RW                                                                   | 4 × DVD + R DL يكتب، 8 × DVD ± R قراءة، 4 × DVD ± RW يكتب، 24 × CD-R، وتسجيل 10x CD-RW                                 | 4 × DVD + R DL يكتب، 8 × DVD ± R قراءة، 4 × DVD ± RW يكتب، 24 × CD-R، وتسجيل 10x CD-RW                                                               | 4 × DVD + R DL يكتب، 8 × DVD ± R قراءة، 4 × DVD ± RW يكتب، 24 × CD-R، وتسجيل 10x CD-RW                                                               | 4 × DVD + R DL يكتب، 8 × DVD ± R قراءة، 4 × DVD ± RW يكتب، 24 × CD-R، وتسجيل 10x CD-RW                                  | 4 × DVD + R DL يكتب، 8 × DVD ± R قراءة، 4 × DVD ± RW يكتب، 24 × CD-R، وتسجيل 10x CD-RW                                                   | 4 × DVD + R DL يكتب، 8 × DVD ± R قراءة، 4 × DVD ± RW يكتب، 24 × CD-R، وتسجيل 10x CD-RW                            |                                                                                    |
| الاتصال                                        | المتكاملة مطار المتطرفة معايير 802.11a / b / ز جيجابت إيثرنت بلوتوث 2.0 + EDR                                    | 802.11a / b / g / n مطار مدمج (يتم تعطيل المسودة افتراضيًا) 1 جيجابت إيثرنت Bluetooth 2.0 + EDR                                                         | 802.11a / b / g / n مطار مدمج (تمكين المسودة n) Gigabit Ethernet Bluetooth 2.0 + EDR                                   | 802.11a / b / g / n مطار مدمج (تمكين المسودة n) Gigabit Ethernet Bluetooth 2.0 + EDR                                                                 | 802.11a / b / g / n مطار مدمج (تمكين المسودة n) Gigabit Ethernet Bluetooth 2.0 + EDR                                                                 | 802.11a / b / g / n مطار مدمج (تمكين المسودة n) Gigabit Ethernet Bluetooth 2.0 + EDR                                    | 802.11a / b / g / n مطار مدمج (تم تمكين المسودة) جيجابت إيثرنت Bluetooth 2.1 + EDR                                                       | 802.11a / b / g / n مطار مدمج (تم تمكين المسودة) جيجابت إيثرنت Bluetooth 2.1 + EDR                                | 802.11a / b / g / n مطار مدمج (تم تمكين المسودة) جيجابت إيثرنت Bluetooth 2.1 + EDR |
| ملحقات                                         | 2 × USB 2.0 1 × Firewire 400 1 × إدخال خط صوت رقمي / تناظري بصري 1 × خرج خط صوت رقمي / تناظري بصري               | 2 × USB 2.0 1 × Firewire 400 1 × إدخال خط صوت رقمي / تناظري بصري 1 × خرج خط صوت رقمي / تناظري بصري                                                     | 2 × USB 2.0 1 × Firewire 400 1 × إدخال خط صوت رقمي / تناظري بصري 1 × خرج خط صوت رقمي / تناظري بصري                     | 2 × USB 2.0 1 × Firewire 400 1 × إدخال خط صوت رقمي / تناظري بصري 1 × خرج خط صوت رقمي / تناظري بصري                                                   | 2 × USB 2.0 1 × Firewire 400 1 × إدخال خط صوت رقمي / تناظري بصري 1 × خرج خط صوت رقمي / تناظري بصري                                                   | 2 × USB 2.0 1 × Firewire 400 1 × إدخال خط صوت رقمي / تناظري بصري 1 × خرج خط صوت رقمي / تناظري بصري                      | 2 × USB 2.0 1 × Firewire 400 1 × إدخال خط صوت رقمي / تناظري بصري 1 × خرج خط صوت رقمي / تناظري بصري                                       | 2 × USB 2.0 1 × Firewire 400 1 × إدخال خط صوت رقمي / تناظري بصري 1 × خرج خط صوت رقمي / تناظري بصري                |                                                                                    |
| الكاميرا                                       | كاميرا آي سايت (640 × 480 0.3 ميجا بيكسل)                                                                        | كاميرا آي سايت (640 × 480 0.3 ميجا بيكسل) | كاميرا آي سايت (640 × 480 0.3 ميجا بيكسل)                                                                              | كاميرا آي سايت (640 × 480 0.3 ميجا بيكسل) | كاميرا آي سايت (640 × 480 0.3 ميجا بيكسل) | كاميرا آي سايت (640 × 480 0.3 ميجا بيكسل)                                                                               | كاميرا آي سايت (640 × 480 0.3 ميجا بيكسل)                                                                                                | كاميرا آي سايت (640 × 480 0.3 ميجا بيكسل)                                                                         |                                                                                    |
| فيديو خارج                                     | ميني DVI-I (رقمي + تناظري)                                                                                       | ميني DVI-I (رقمي + تناظري) | ميني DVI-I (رقمي + تناظري)                                                                                             | ميني DVI-I (رقمي + تناظري) | ميني DVI-I (رقمي + تناظري) | ميني DVI-I (رقمي + تناظري)                                                                                              | DVI-D صغير (رقمي فقط، بدون تناظري) | DVI-D صغير (رقمي فقط، بدون تناظري)                                                                                |                                                                                    |
| نظام التشغيل الأصلي                            | نظام التشغيل Mac OS X 10.4 Tiger                                                                                 | نظام التشغيل Mac OS X 10.4 Tiger | نظام التشغيل Mac OS X 10.4 Tiger                                                                                       | نظام التشغيل Mac OS X 10.5 Leopard | نظام التشغيل Mac OS X 10.5 Leopard | نظام التشغيل Mac OS X 10.5 Leopard                                                                                      | نظام التشغيل Mac OS X 10.5 Leopard | نظام التشغيل Mac OS X 10.5 Leopard                                                                                | نظام التشغيل Mac OS X 10.5 Leopard                                                 |
| أحدث إصدار من نظام التشغيل                     | نظام التشغيل Mac OS X 10.6.8 Snow Leopard                                                                        | نظام التشغيل Mac OS X 10.7.5 Lion | نظام التشغيل Mac OS X 10.7.5 Lion                                                                                      | نظام التشغيل Mac OS X 10.7.5 Lion | نظام التشغيل Mac OS X 10.7.5 Lion | نظام التشغيل Mac OS X 10.7.5 Lion                                                                                       | OS X 10.11 El Capitan | OS X 10.11 El Capitan                                                                                             |                                                                                    |
| البطارية                                       | 55 واط ساعة قابلة للإزالة ليثيوم بوليمر                                                                          | 55 واط ساعة قابلة للإزالة ليثيوم بوليمر | 55 واط ساعة قابلة للإزالة ليثيوم بوليمر                                                                                | 55 واط ساعة قابلة للإزالة ليثيوم بوليمر | 55 واط ساعة قابلة للإزالة ليثيوم بوليمر | 55 واط ساعة قابلة للإزالة ليثيوم بوليمر                                                                                 | 55 واط ساعة قابلة للإزالة ليثيوم بوليمر                                                                                                  | 55 واط ساعة قابلة للإزالة ليثيوم بوليمر                                                                           |                                                                                    |
| وزن                                            | 5.2 رطل (2.4 كجم)                                                                                                | 5.2 رطل (2.4 كجم) | 5.1 رطل (2.3 كجم) | 5.0 رطل (2.3 كجم) | 5.0 رطل (2.3 كجم) | 5.0 رطل (2.3 كجم) | 5.0 رطل (2.3 كجم) | 5.0 رطل (2.3 كجم)                                                                                                 |                                                                                    |
| الأبعاد                                        | 1.08 بوصة × 12.78 بوصة × 8.92 بوصة (27.5 ملم × 325 ملم × 227 ملم)                                                | 1.08 بوصة × 12.78 بوصة × 8.92 بوصة (27.5 ملم × 325 ملم × 227 ملم)                                                                                      | 1.08 بوصة × 12.78 بوصة × 8.92 بوصة (27.5 ملم × 325 ملم × 227 ملم)                                                      | 1.08 بوصة × 12.78 بوصة × 8.92 بوصة (27.5 ملم × 325 ملم × 227 ملم)                                                                                    | 1.08 بوصة × 12.78 بوصة × 8.92 بوصة (27.5 ملم × 325 ملم × 227 ملم)                                                                                    | 1.08 بوصة × 12.78 بوصة × 8.92 بوصة (27.5 ملم × 325 ملم × 227 ملم)                                                       | 1.08 بوصة × 12.78 بوصة × 8.92 بوصة (27.5 ملم × 325 ملم × 227 ملم)                                                                        | 1.08 بوصة × 12.78 بوصة × 8.92 بوصة (27.5 ملم × 325 ملم × 227 ملم)                                                 |                                                                                    |

ملاحظات:
1 يتطلب شراء برنامج اتصال لاسلكي ان من أبل لتمكين الوظيفة. ممكن أيضًا في ماك أو إس إكس 10.6 والإصدارات الأحدث.
2 محركات الأقراص الصلبة المذكورة هي الخيارات المتاحة من أبل. نظرًا لأن محرك الأقراص الثابتة هو جزء يمكن استبداله بواسطة المستخدم، فهناك تكوينات مخصصة متاحة، بما في ذلك استخدام محركات أقراص 7200 دورة في الدقيقة أو محركات أقراص الصلبة.
3 نظرًا لأن سرعة محرك الأقراص الضوئية هي الحد الأقصى.
4 بدءًا من مراجعة أوائل عام 2008، أصبح ريموت أبل أداة إضافية اختيارية.
5 قابلة للتوسيع إلى 4 جيجا بايت، مع 3.3 جيجا بايت قابلة للاستخدام.
6قابل للتوسيع حتى 8 جيجا بايت، ولكن مع 6 جيجا بايت فقط تعمل بشكل ثابت مع نظام تشغيل ماك أو إس إكس أقدم من 10.6.6 بسبب خطأ في البرنامج.

## الجيل الثالث: البولي كربونات

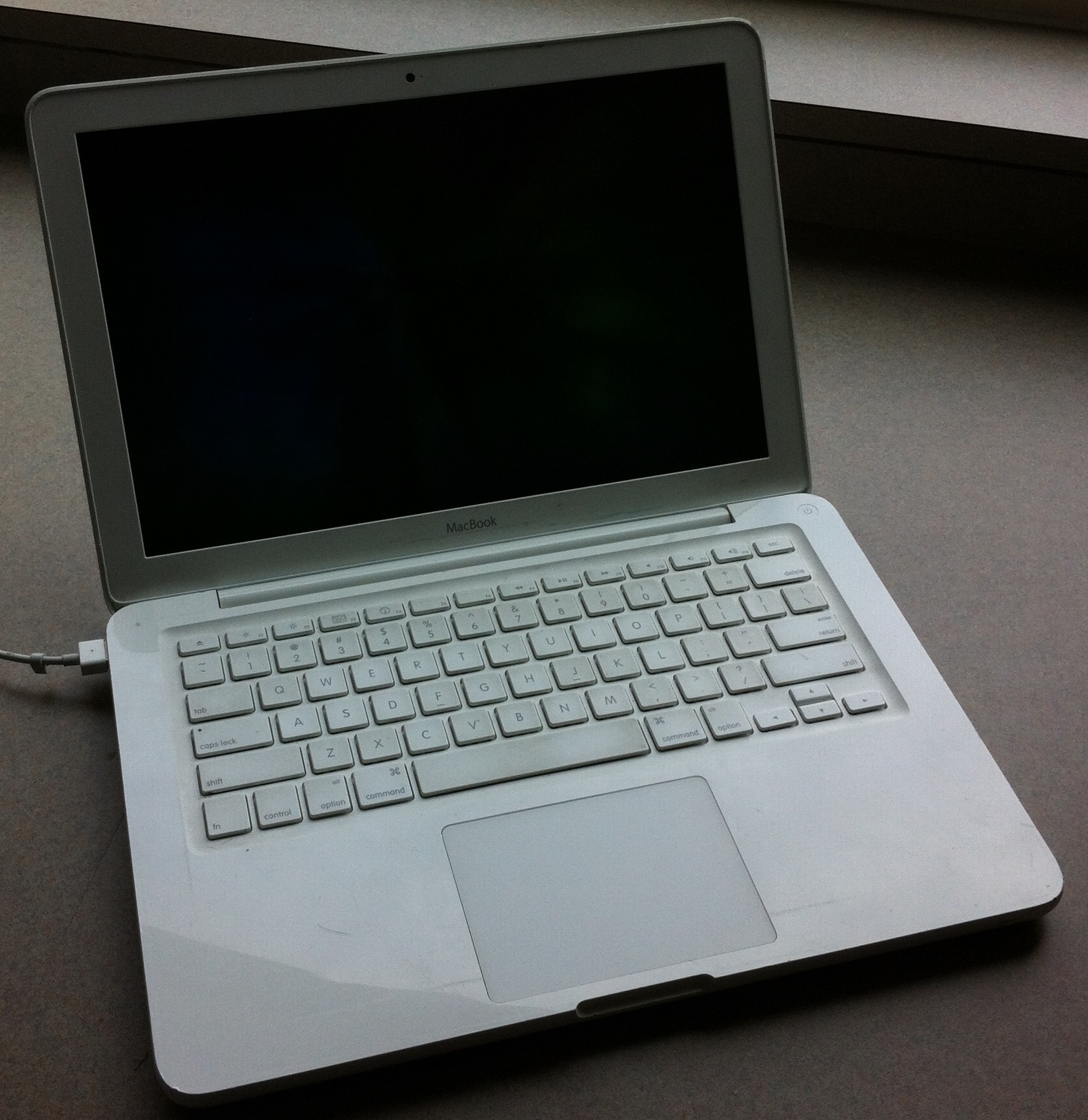
ماك بوك 2009

## الجيل الثاني: هيكل من الألومنيوم

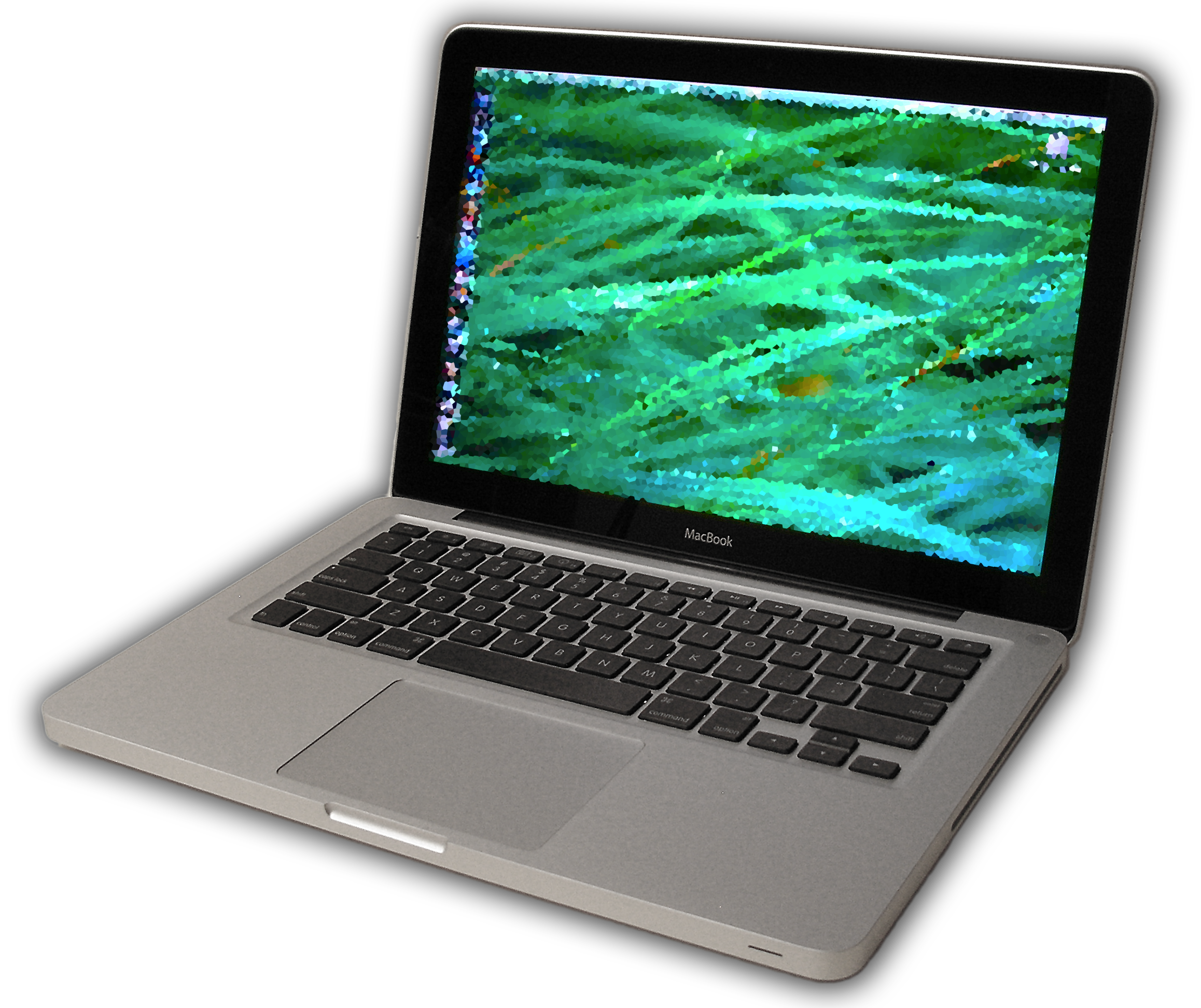
جهاز ماك بوك من الألمنيوم

في 14 أكتوبر 2008، أعلنت شركة أبل عن جهاز ماك بوك يضم شرائح نفيديا جديدة في مؤتمر صحفي في كوبرتينو بولاية كاليفورنيا مع شعار: «الأضواء تتحول إلى أجهزة الكمبيوتر المحمولة». استبدل جهاز ماك بوك هذا طرازات البولي كربونات السوداء فقط ليكون جهاز ماك بوك الجديد عالي المواصفات، وتم استبداله بجهاز ماك بوك برو مقاس 13 بوصة في العام التالي.
جلبت مجموعة الشرائح ناقل نظام 1066 ميجاهرتز، واستخدام ذاكرة نظام دي دي آر 3، ورسومات نيفيديا جيفورس 9400M المدمجة. تشمل التغييرات الأخرى شاشة تستخدم الإضاءة الخلفية ثنائي باعث للضوء (لتحل محل المصابيح الخلفية للأنبوب الفلوريسنت المستخدمة في النموذج السابق) والزجاج الخالي من الزرنيخ، ومنفذ منفذ العرض صغير جديد (يحل محل منفذ ميني دي في أي الخاص بـ ماك بوك)، ولوحة تتبع زجاجية متعددة اللمس والتي أيضًا يعمل كزر الماوس، وإزالة منفذ فاير واير 400 (وبالتالي فهو لا يدعم وضع القرص الهدف، المستخدم لنقل البيانات أو إصلاحات نظام التشغيل بدون تمهيدالنظام).
كان هناك خط إنتاج واحد فقط لجهاز ماك بوك المصنوع من الألومنيوم، حيث أعادت شركة أبل تسمية المراجعة التالية في يونيو 2009 على أنها ماك بوك برو مقاس 13 بوصة باستخدام نفس الهيكل مع منفذ فاير واير مضاف وفتحة بطاقة سكيور ديجيتال.

### التصميم
كان للتصميم سمات أسلوب ماك بوك اير والتي تم تنفيذها أيضًا في تصميم ماك بوك برو. هذا النموذج أرق من أجهزة ماك بوك الأصلية المصنوعة من البولي كربونات، وقد استفاد من غلاف ألومنيوم أحادي الهيكل مع حواف مدببة. تضمنت لوحة المفاتيح الخاصة بالطراز الأعلى مع إضاءة خلفية.